# Molins-sur-Aube
Molins-sur-Aube település Franciaországban, Aube megyében. Lakosainak száma 103 fő (2022. január 1.). Molins-sur-Aube Val-d’Auzon, Chalette-sur-Voire, Lesmont, Magnicourt, Pel-et-Der és Pougy községekkel határos.

## Népesség
A település népessége az elmúlt években az alábbi módon változott:
| Lakosok száma | 104  | 70   | 96   | 109  | 108  | 106  | 108  | 105  | 104  | 103  |
|               | 1968 | 1982 | 1990 | 2006 | 2013 | 2015 | 2017 | 2019 | 2020 | 2022 |